# Tóshkivka
Tóshkivka (en ucraniano: Тошківка; en ruso: Тошковка, romanizado: Tóshkovka) es un asentamiento urbano ucraniano perteneciente al óblast de Lugansk. Situado en el este del país, formaba parte del raión de Popasna hasta 2020, aunque ahora es parte del raión de Sievierodonetsk y del municipio (hromada) de Lisichansk.
El asentamiento se encuentra ocupado por Rusia desde el 20 de junio de 2022, siendo administrado como parte de la de facto República Popular de Lugansk.

## Geografía
Tóshkivka está a orillas del río Bilenka, a unos 22 km al noreste de Popasna y 58 km al noroeste de Lugansk.

## Historia
Tóshkivka fue fundado en 1871 como un asentamiento de trabajadores para las minas de carbón recién establecidas en tierras que se entregaron como propiedad de rango al oficial serbio Toshkovic, de cuyo apellido se formó el nombre del asentamiento. El territorio está habitado por serbios, croatas, campesinos ucranianos de la orilla derecha del Dniéper y de las provincias centrales del Imperio ruso.
En 1938 se le otorgó el estatus de asentamiento de tipo urbano.
Durante la Segunda Guerra Mundial, Tóshivka estuvo ocupado por el ejército alemán desde el otoño de 1941 hasta el otoño de 1943. Alrededor de mil residentes locales participaron en las hostilidades y 220 de ellos murieron.
En 1968, en el asentamiento operaba la administración de la mina No. 14, la mina de carbón No. 5, un hospital con 50 camas, una escuela secundaria, una escuela de ocho años, dos bibliotecas, un campamento pionero y dos clubes..
En abril de 2014, tras las protestas prorrusas, las fuerzas prorrusas ocuparon temporalmente en el pueblo hasta que quedó ocupado por parte de las tropas ucranianas que tuvo lugar el 26 y 27 de julio de 2014. En 2014, durante la guerra del Dombás, hubo varios ataques de las fuerzas prorrusas en el lugar por los que hubo varios muertos y heridos. Hasta el 7 de octubre de 2014, el asentamiento era parte del municipio de Pervomaisk pero luego fue incorporado al raión de Popasna. En 2015, también se retiró el monumento a Lenin en la localidad.
Tóshkivka ha sido un teatro de guerra en la invasión rusa de Ucrania de 2022 desde mayo. El 12 de junio de 2022, las fuerzas rusas afirmaron haber tomado el control del asentamiento. El 21 de junio, Ucrania admitió que había perdido el control de Tóshkivka, alegando que solo fue conquistada el 20 de junio.

## Demografía
La evolución de la población entre 1989 y 2019 fue la siguiente:
| 5828                                                          | 5108 | 4406 | 4366 | 4031 |
| (Fuente: Cities & Towns of Ukraine y UKRAINE: Größere Städte) |      |      |      |      |

Según el censo de 2001, la lengua materna de la mayoría de los habitantes, el 83,05%, es el ucraniano; del 16,39% es el ruso.

## Economía
La mina Tóshkivska opera en el territorio del asentamiento, que está subordinado a la Pervomaiskugillya. La mina se puso en funcionamiento en 1932 y, al 1 de enero de 2011, sus reservas industriales ascendían a 30,2 millones de toneladas de carbón.

## Infraestructura

### Transporte
La autopista Lisichansk-Pervomaisk pasa cerca de Tóshkivka. La estación de tren más cercana es Shipylové, en Guirske.